# Landschaftsschutzgebiet Düwel / Wortknäppe

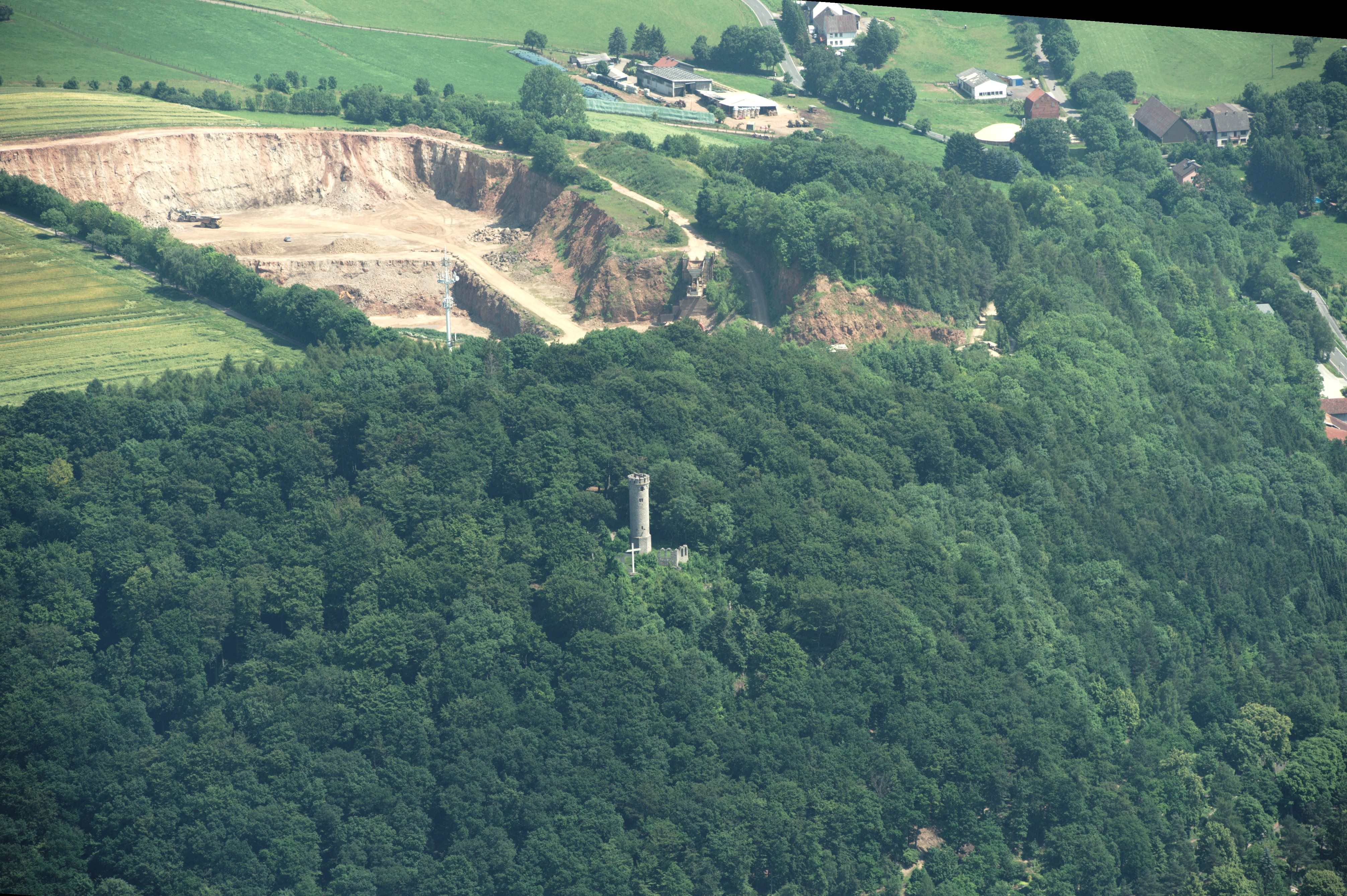
Landschaftsschutzgebiet Düwel / Wortknäppe hinter Steinbruch Blome

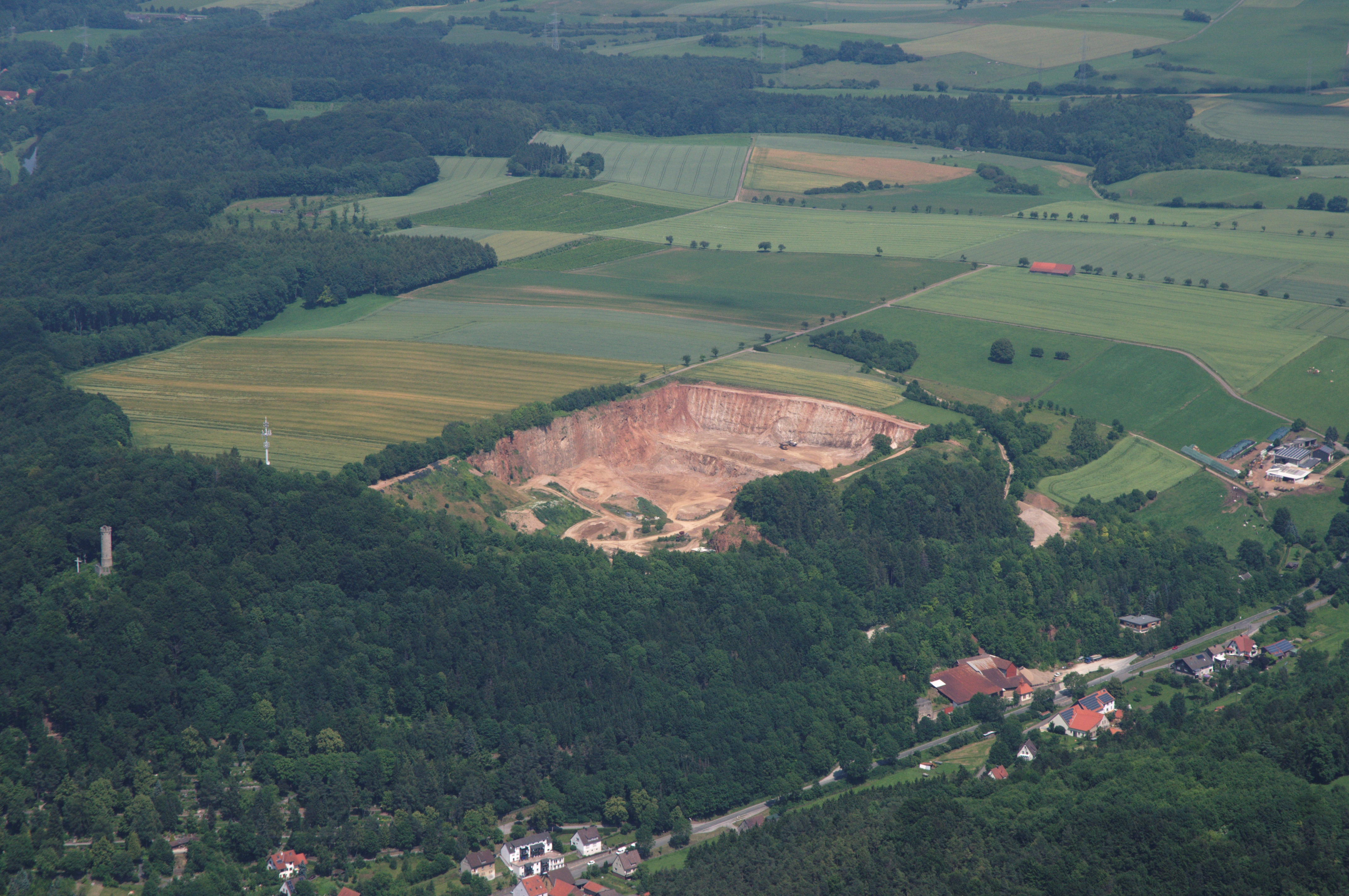
Landschaftsschutzgebiet rechts vom Steinbruch

Das Landschaftsschutzgebiet Düwel / Wortknäppe ein 41,7 ha großes Landschaftsschutzgebiet (LSG) östlich von Marsberg. Das Gebiet wurde 2008 mit dem Landschaftsplan Marsberg durch den Kreistag des Hochsauerlandkreises ausgewiesen. Es grenzt an einer Stelle direkt an den Siedlungsbereich von Marsberg und den Steinbruch Blome. Der Steinbruch Blome wurde bereits zweimal ins Landschaftsschutzgebiet Düwel / Wortknäppe erweitert, wobei diese Flächen aus dem Landschaftsschutz fielen.

## Beschreibung
Beim Landschaftsschutzgebiet Düwel / Wortknäppe handelt es sich um Grünland. Die Talflanken wurden im LSG-Gebiet vielerorts und in unterschiedlicher Intensität und Ausdehnung zur Gewinnung von Bodenschätzen angegraben. Daher hat sich im Gebiet ein vielfältiges Biotopmosaik aus erkennbar anthropogen geformten Elementen und Sukzessionsstandorten mit naturnaher Vegetationsausstattung entwickelt. Es liegen großflächige und teilweise magere Grünlandbereiche im LSG. Mit seinen künstlichen und naturnahen Landschaftselementen unterscheidet es sich damit deutlich von den großflächigen, intensiver genutzten Acker- und Grünlandbereichen im umgebenden Roten Land. Im Ostbereich liegt eine halb verfüllte Doline. Die Ablagerungen in der Doline sollen, laut Landschaftsplan, entfernt werden, um diese naturräumliche Besonderheit zu erhalten.

## Schutzzweck
Die Ausweisung erfolgte zur Erhaltung, Ergänzung und Optimierung eines Grünlandbiotop-Verbundsystems in den Talauen und den Magergrünland-Gesellschaften in den Naturschutzgebieten, damit Tiere und Pflanzen Wanderungs- und Ausbreitungsmöglichkeiten behalten, und dem Erhalt der Vorkommen geschützter Vogelarten sowie dem Schutz artenreicher Pflanzengesellschaften.

## Rechtliche Rahmen
Das Landschaftsschutzgebiet Düwel / Wortknäppe wurde als eines von 30 Landschaftsplangebieten vom Typ C, Wiesentäler und ornithologisch bedeutsames Offenland, ausgewiesen. Im Landschaftsplangebiet Marsberg gibt es auch drei Landschaftsschutzgebiete vom LSG Typ A, Allgemeiner Landschaftsschutz, wo unter anderem das Errichten von Bauten verboten ist. Ferner 17 Landschaftsschutzgebiete vom LSG Typ B, Ortsrandlagen und Landschaftscharakter, wo zusätzlich Erstaufforstungen und auch die Neuanlage von Weihnachtsbaumkulturen, Schmuckreisig- und Baumschulkulturen verboten sind. Wie in den anderen 29 Landschaftsschutzgebieten vom Typ C im Landschaftsplangebiet Marsberg besteht im LSG Landschaftsschutzgebiet Düwel / Wortknäppe zusätzlich ein Umwandlungsverbot von Grünland und Grünlandbrachen in Acker oder andere Nutzungsformen. Eine maximal zweijährige Ackernutzung innerhalb von zwölf Jahren ist erlaubt, falls damit die Erneuerung der Grasnarbe vorbereitet wird. Dies gilt als erweiterter Pflegeumbruch. Beim erweiterten Pflegeumbruch muss ein Mindestabstand von 5 m vom Mittelwasserbett eingehalten werden.